# Segmento ST

Normale elettrocardiogramma con il segmento ST evidenziato

Il segmento (o tratto) ST unisce, nell'elettrocardiogramma, il complesso QRS e l'onda T e ha una durata da 80 a 120 ms.
Ha inizio nel punto J (incrocio tra il complesso QRS e il segmento ST) e termina all'inizio dell'onda T. Tuttavia, poiché è generalmente difficile determinare esattamente dove il segmento ST finisce e inizia l'onda T, il rapporto tra il segmento ST e l'onda T dovrebbe essere esaminato in contemporanea. La tipica durata del segmento ST è solitamente intorno a 0,08 s (80 ms): in genere è all'isoelettrica, cioè a livello con l'intervallo PR e l'intervallo QT.
Il segmento ST rappresenta il periodo in cui i ventricoli sono depolarizzati.

## Interpretazione
- Il normale tratto ST ha una leggera concavità verso l'alto
- Può essere piatto, all'isoelettrica, o depresso (sottoslivellamento del tratto ST) in tal caso si può parlare di ischemia miocardica, alterazioni come l'ipopotassiemia;
- L'elevazione o sopraslivellamento del tratto ST può indicare infarto miocardico acuto o pericardite acuta  o intossicazione digitalica.

## Monitoraggio fetale
Nell'elettrocardiografia fetale l'analisi del tratto ST può permettere di identificare l'eventuale presenza di sofferenza fetale.